# 五分律
五分律（ごぶんりつ、ごぶりつ、梵: Mahīśāsaka-vinaya）とは、仏教における上座部の一派である化地部によって伝承された律のこと。十誦律、四分律、摩訶僧祇律と共に、「四大広律」と呼ばれる。